# Gabriel (Callimachi)

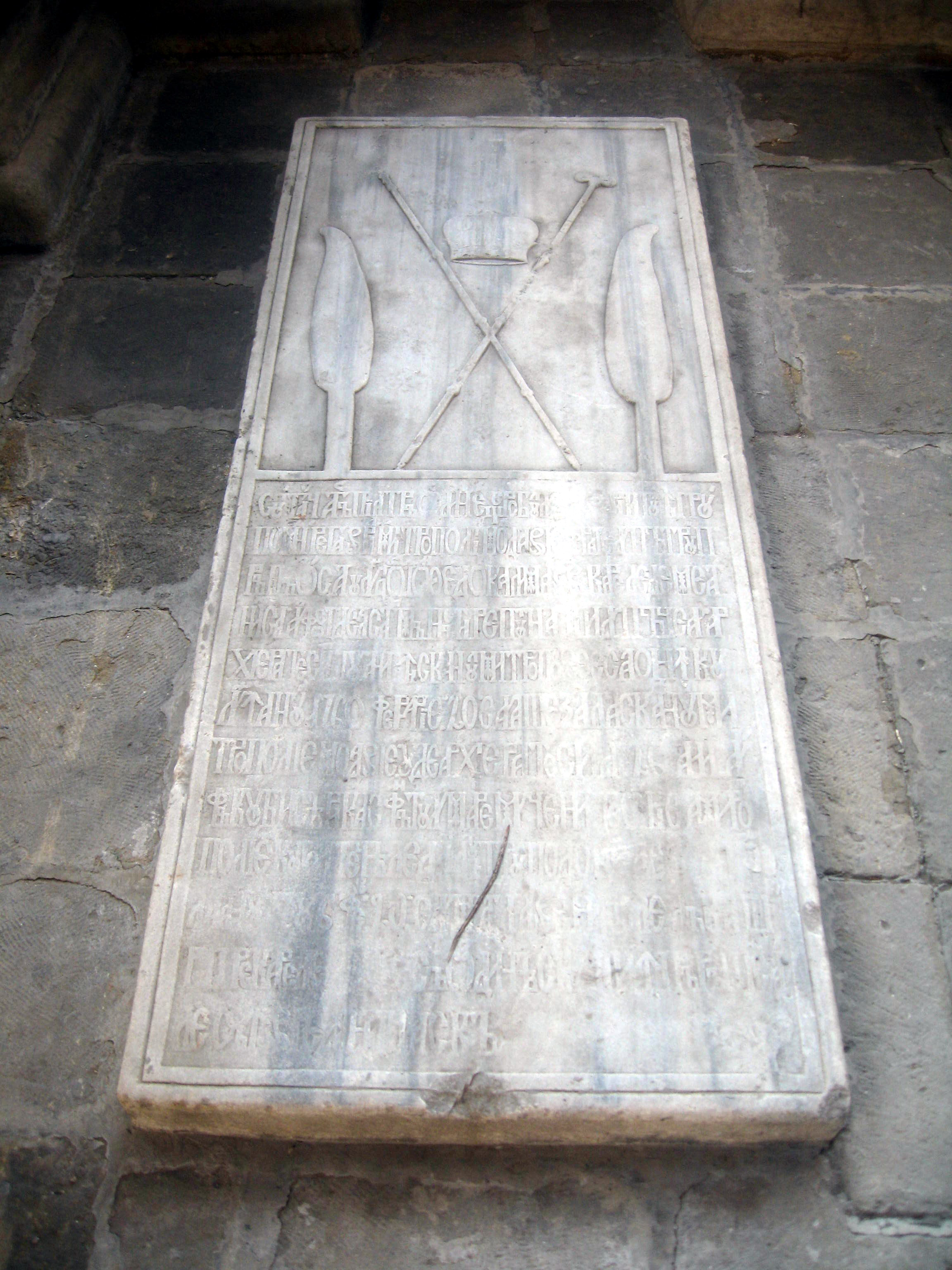
Nagrobek metropolity Gabriela

Gabriel, imię świeckie Gheorghe Călmașul, następnie zmienione na Callimachi (ur. 1710 w Kimpulungu Mołdawskim, zm. 20 lutego 1786 w Jassach) – rumuński biskup prawosławny, w latach 1760–1786 metropolita Mołdawii.

## Życiorys
Pochodził z bojarskiego rodu Călmașul, który uległ hellenizacji i przyjął zmienioną formę nazwiska Callimachi. Jego brat Jan Teodor przez wiele lat był sułtańskim tłumaczem, a następnie został hospodarem Mołdawii. Gheorghe Callimachi wstąpił jako posłusznik do monasteru Putna i był uczniem duchowym jego przełożonego, ihumena Antoniego, w latach 1730–1739 metropolity Mołdawii. Następnie został wyświęcony na diakona, dzięki protekcji brata został archidiakonem przy patriarsze konstantynopolitańskim. W 1745 patriarcha mianował go metropolitą Salonik, na której to katedrze pozostał przez piętnaście lat. W 1760, po usunięciu z urzędu metropolity Jakuba I, objął po nim urząd metropolity Mołdawii, o co ubiegał się o 1758, tj. od momentu, gdy jego brat został hospodarem mołdawskim.
W Jassach metropolita Gabriel wzniósł nowy sobór metropolitalny pod wezwaniem św. Jerzego (prace rozpoczęte w 1761). Przyjął w metropolii Mołdawii mnicha Paisjusza (Wieliczkowskiego) i jego uczniów, powierzając mu najpierw kierowanie monasterem Dragomirna w pobliżu Suczawy, a gdy ziemie te przeszły pod panowanie austriackie – kolejno monasterami Secu i Neamț. Gruntownie wykształcony, wspierał rozwój oświaty i drukarstwa w Mołdawii. W 1762 wziął udział w organizacji Akademii w Jassach, przekazując jej grunty przylegające do siedziby metropolitów mołdawskich. Z jego błogosławieństwa wydanych zostało ok. 20 ksiąg liturgicznych i katechetycznych. Występował w obronie mołdawskich chłopów przed uciskiem ze strony bojarów, zarówno mołdawskich, jak i fanariotów. Wspólnie z biskupem Romanu Leonem dążył do ograniczenia wpływów greckich w szkołach działających na terenie Mołdawii, zachęcał młodych duchownych do zdobywania wykształcenia.
Był rusofilem i zwolennikiem współpracy Mołdawii z Rosją w celu wyzwolenia spod panowania tureckiego. Podczas wojny rosyjsko-tureckiej w latach 1768–1774 korespondował z carycą Katarzyną II. 
Zmarł w 1786 w monasterze Golia w Jassach i został pochowany w zbudowanym przez siebie soborze św. Jerzego.